# Rovhaj
Rovhaj (Odontaspis ferox) är en hajart som först beskrevs av Risso 1810.  Rovhaj ingår i släktet Odontaspis och familjen Odontaspididae. Inga underarter finns listade i Catalogue of Life.
Arten liknar sandtigerhajen (Carcharias taurus) i uttseende men den blir större och den är robustare. Honor blir upp till 450 cm lång och hannarnas maximala längd är 344 cm.
Denna haj har flera från varandra skilda populationer i alla tropiska och tempererade hav. Den förekommer nära kusterna till ett djup av 880 meter.

En hona blev könsmogen efter 6 år och den levde 35 år. Den första ungen som kläcks i moderns livmoder äter de andra äggen som finns där. Därför föds endast en enda unge. Ungen är vid födelsen 100 till 110 cm lång.
Rovhajen fiskas endast tillfällig. Flera exemplar hamnar som bifångst i fiskenät. IUCN kategoriserar arten globalt som sårbar.